# Vincenzo De Bartholomaeis
Vincenzo De Bartholomaeis (Carapelle Calvisio, 8 gennaio 1867 – Milano, 27 giugno 1953) è stato un filologo italiano.

## Biografia
Studiò alla facoltà di Lettere dell'università di Roma sotto la guida di Ernesto Monaci, che lo introdusse nel mondo della filologia romanza e lo seguì anche nella successiva carriera di docente universitario. Già da studente,  De Bartholomaeis rivelò la sua spiccata attitudine alla ricerca di testi inediti, con la pubblicazione giovanile dal titolo Ricerche abruzzesi, che nel 1889 apparve nel «Bollettino dell'Istituto storico italiano».
In questo ampio contributo, come in quelli immediatamente successivi tra il 1889 e il 1893, dedicati alle sacre rappresentazioni medievali, appare evidente l'impronta di Monaci, così come risalta l'interesse per il teatro medievale e per l'antica ed ancora inesplorata letteratura abruzzese. Per questi e per molti altri «scavi di biblioteca», Gianfranco Contini lo annoverò tra i più «fervidi ricercatori» suscitati dall'esempio di Monaci.
Prima di passare alla docenza universitaria, insegnò in varie scuole secondarie, da Lodi a Catania, da Foggia a Reggio Calabria. Nel 1902 partecipò al concorso per l'insegnamento di «storia comparata di letterature neolatine» presso l'università di Palermo e si collocò al secondo posto, preceduto nella graduatoria da Nicola Zingarelli. Due anni dopo, all'università di Roma conseguì la libera docenza e, a distanza di pochi mesi, ottenne presso l'università di Genova l'incarico d'insegnamento della disciplina che già lo aveva visto quasi vincitore nel concorso palermitano.
All'ateneo genovese rimase fino al 1908. In quell'anno partecipò al concorso bandito dall'università di Bologna, sempre per l'insegnamento di storia comparata di letterature neolatine. Tale cattedra, che in passato era stata ricoperta per incarico prima da Giosuè Carducci e poi da Giovanni Pascoli, gli fu assegnata come docente "straordinario", ossia in prova, e dal 1912 come "ordinario". Il suo magistero nell'università di Bologna durò fino al novembre del 1937, quando egli fu collocato a riposo per raggiunti limiti di età.
In quest'ultimo periodo s'infittì la sua attività scientifica, anche con approfondimenti, ampliamenti e sistemazione delle precedenti ricerche. Tra le opere importanti di quegli anni, si segnala ad esempio la vasta raccolta delle Poesie provenzali storiche relative all'Italia (1931), che Angelo Monteverdi ebbe a definire «opera poderosa». Fu socio attivo di varie accademie: da quella dei Lincei a quella degli Arcadi, dalle accademie di Napoli e Padova, all'Accademia di scienze dell'Istituto di Bologna.
Il 6 settembre 1953, a pochi mesi dalla sua morte, il suo paese d'origine Carapelle Calvisio gli dedicò una lapide sulla facciata del municipio.

## Opere principali
- La leggenda verseggiata di San Francesco d'Assisi, in Miscellanea, Bergamo, Istituto italiano di arti grafiche, 1897.
- Libro delle tre scritture e il Volgare delle vanità di Bonvesin da Riva, Roma, Società filologica romana, 1901.
- Un frammento bergamasco e una novella del Decamerone, nel volume Scritti vari di filologia dedicati a Ernesto Monaci, Roma, Forzani e C., Tipografia del Senato.
- Cronaca aquilana rimata di Buccio di Ranallo di Popplito d'Aquila, Roma, Forzani e C., 1907.
- Cantari giullareschi sulla leggenda di San Lorenzo, nel volume Scritti di storia, di filologia e d'arte pubblicati per le nozze Fedele-De Fabritiis, Napoli, Riccardo Ricciardi editore.
- Gli studi di filologia italiana, in Ernesto Monaci, l'uomo, il maestro, il filologo, Roma, La Società, 1920, p. 53 e seguenti.
- Tristano. Gli episodi principali della leggenda in versioni francesi, spagnole e italiane, Bologna, Zanichelli, 1922.
- Il teatro abruzzese del medioevo (in collaborazione con L. Rivera), Bologna, Zanichelli, 1924.
- Rime giullaresche e popolari d'Italia, Bologna, Zanichelli, 1926.
- La poesia provenzale in Italia nei secoli XII e XIII, in Provenza e Italia, a cura di Vincenzo Crescini, Firenze, Bemporad e Figlio, 1930.
- Poesie provenzali storiche relative all'Italia, in due volumi, Roma, Tipografia del Senato, 1931.
- Storia de' Normanni di Amato da Montecassino, volgarizzata in antico francese, Roma, 1935.
- Laudi drammatiche e rappresentazioni sacre, in tre volumi, Firenze, Le Monnier, 1943.
- Primordi della lirica d'arte in Italia, Torino, Società editrice internazionale, 1943.